# La Palme
La Palme (okzitanisch La Pauma) ist eine französische Gemeinde mit 1889 Einwohnern (Stand 1. Januar 2022) im Département Aude in der Region Okzitanien. La Palme ist Teil des Gemeindeverbandes Le Grand Narbonne und liegt in der Landschaft Corbières maritimes, am Étang de Lapalme, wo auch eine Saline, die Salin de Lapalme betrieben wird.
Die Einwohner der Gemeinde heißen Palmistes.
Ein Teil der landwirtschaftlichen Flächen dient dem Weinbau und die Weinberge liegen innerhalb der geschützten Herkunftsbezeichnungen Corbières, Fitou und Muscat de Rivesaltes. Darüber hinaus dürfen die Weine unter dem Namen der Landweine Vin de Pays des Coteaux du Littoral Audois sowie Vin de Pays d’Oc vermarktet werden.
Die Gemeinde liegt im Regionalen Naturpark Narbonnaise en Méditerranée.

## Bevölkerungsentwicklung
| Jahr | Einwohner |
| ---- | --------- |
| 1962 | 842       |
| 1968 | 851       |
| 1975 | 865       |
| 1982 | 935       |
| 1990 | 1009      |
| 1999 | 1151      |
| 2017 | 1693      |